# Pok To Yan
Le Pok To Yan est un sommet de Hong Kong culminant à 529 mètres d'altitude et situé sur l'île de Lantau, au sud-est de la ville de Tung Chung, dans la région des Nouveaux Territoires. La crête de la colline prend la forme d'une fine lame de couteau, d'où son nom. À l'est se trouve le sommet du Por Kai Shan.
La zone montagneuse du Pok To Yan et du Por Kai Shan a été désignée site d'intérêt scientifique particulier le 13 août 1994. Couvrant une superficie de 76,4 hectares, la zone est un habitat caractéristique pour beaucoup de plantes précieuses nichées dans les zones vertes entre les deux montagnes, telles que :
| - Asaret de Hong Kong - Ailanthus Fordii - Enkianthus quinqueflorus - Magnolia à fleur de lys - Pavetta hongkongensis - Nepenthes - Rhododendron farrerae - Schoepfia chinensis - Acer tutcheri - Eustigma oblongifolium - Ilex - Orchidée |